# James Hoban
James Hoban (Callan, 11 giugno 1758 – Washington, 8 dicembre 1831) è stato un architetto irlandese naturalizzato statunitense, noto principalmente per aver progettato la Casa Bianca.

## Biografia
Nato a Callan in Irlanda, segue studi di architettura alla Dublin Society School. Dopo la rivoluzione, emigra negli Stati Uniti e apre il suo studio a Filadelfia.
Nel 1791 vince un concorso indetto da George Washington per la progettazione della Casa Bianca la cui facciata si ispira alla Leinster House a Dublino. Ne segue la costruzione dal 1793 al 1800. Essendo stata bruciata durante la guerra dalle truppe inglesi nel 1814, viene restaurata dallo stesso Hoban. I lavori furono ultimati nel 1829.
Massone, James Hoban fu membro della loggia Georgetown N. 9.